# Kholoud Waleed
Kholoud Waleed, född 1984 i Darayya, Damaskus är en syrisk journalist och redaktör.
Waleed studerade engelsk litteratur vid universitetet i Damaskus och arbetade som lärare innan inbördeskriget bröt ut i Syrien. Waleed hjälpte till att starta en tidning vid namn Enab Baladi för att kunna rapportera om vad som hände den civila befolkningen i Syrien under Assads styre. Waleed och hennes medskribenter använde sociala medier för att samla in berättelser att skriva om och ville på detta sätt nyansera bilden av Syrien jämfört med de av regimen styrda tidningarna. 
2012 arresterades flera av tidningens medarbetare, varav flera avrättades. Waleed flydde till Libanon och därefter Turkiet där hon fortsatte arbetet med Enab Baladi. 
2015 tilldelades Waleed Anna Politkovskaya Award.   